# Trioceros chapini
Trioceros chapini là một loài thằn lằn trong họ Chamaeleonidae. Loài này được De Witte mô tả khoa học đầu tiên năm 1964.